# Dellia ciceroana
Dellia ciceroana is een rechtvleugelig insect uit de familie veldsprinkhanen (Acrididae). De wetenschappelijke naam van deze soort is voor het eerst geldig gepubliceerd in 2012 door Perez-Gelabert & Otte.